# Berta hainanensis
Berta hainanensis là một loài bướm đêm trong họ Geometridae.